# Phthiracarus flexipilus
Phthiracarus flexipilus är en kvalsterart som beskrevs av Calugar och Vasiliu 1981. Phthiracarus flexipilus ingår i släktet Phthiracarus och familjen Phthiracaridae. Inga underarter finns listade i Catalogue of Life.